# Westenesch
Westenesch is een buurtschap behorende bij de plaats Emmen, in de Nederlandse provincie Drenthe. Het heeft ongeveer 176 inwoners en is van oorsprong een zelfstandig dorp. Tegenwoordig is het officieel geen afzonderlijke kern meer: formeel is het een wijk van de plaats Emmen.
Een deel van Westenesch is een beschermd dorpsgezicht. Verder zijn er in de plaats enkele rijksmonumenten.

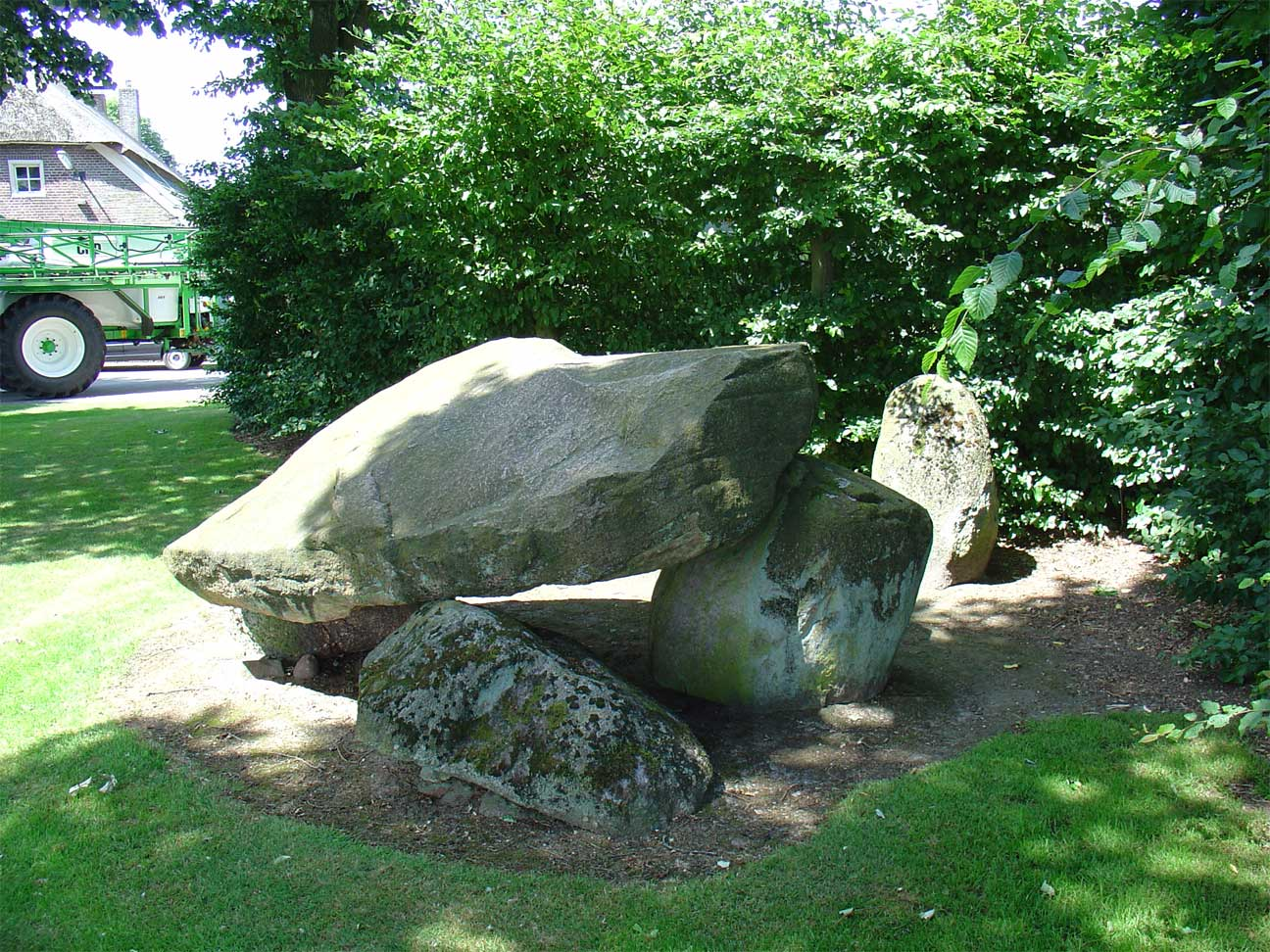
Hunebed D44

Eén daarvan is hunebed D44, gelegen op een boerenerf aan de Schietbaanweg. Het is het enige hunebed in Nederland in particulier bezit.
Een buitenwijk van het dorp Eibergen in de gemeente Berkelland heeft ook de naam Westenesch. Deze wijk is aangelegd op een oude es aan de westkant van het dorp; ze ligt duidelijk hoger dan het omliggende landschap.